# Puerto Santander (Amazonas)
Puerto Santander è un distretto dipartimentale della Colombia facente parte del dipartimento di Amazonas.